# Calycularia
Calycularia, rod jetrenjarki smješten u vlastitu porodicu Calyculariaceae, dio reda Fossombroniales. Porodica je opisana 2006., a ime je dobila po rodu Calycularia kojemu pripadaju dvije priznate vrste.

## Vrste
1. Calycularia crispula Mitt.
2. Calycularia laxa Lindb. & Arnell